# Lysandra circumscripta
Lysandra circumscripta är en fjärilsart som beskrevs av Hermann Stauder 1924. Lysandra circumscripta ingår i släktet Lysandra och familjen juvelvingar. Inga underarter finns listade i Catalogue of Life.